# Luna-Glob
Luna-Glob (in russo: Луна-Глоб, che significa "sfera lunare") è un programma di esplorazione lunare della Agenzia Spaziale Federale Russa (Roscosmos) di cui la pianificazione risale al 1997. A causa di problemi finanziari, però, il progetto ha avuto inizialmente dei rallentamenti, per poi essere programmato per il 2012. La precedenza accordata al programma Fobos-Grunt ha però fatto slittare la data di partenza al 2023.

## Missioni
l programma Luna-Glob è una continuazione del programma Luna dell'Unione Sovietica che ha inviato sulla Luna almeno 24 orbiter e lander tra il 1959 e il 1976, di cui quindici hanno avuto successo. L'ultima missione fu Luna 24, lanciata il 9 agosto 1976.
Inizialmente, la prima missione Luna-Glob era prevista come orbiter con sensori penetranti nel suolo e che sarebbe allunata in una zona vicino ai siti di Apollo 11 e Apollo 12 con lo scopo sarà principalmente quello di effettuare esperimenti scientifici. La seconda missione Luna-Glob si sarebbe dovuta realizzare in collaborazione con l'Indian Space Research Organisation ed era costituita da un rover lunare che nelle aspettative dei costruttori dovrebbe rimanere in funzione per circa un anno e percorrere 150 km alla velocità di 360 m/h.
A causa della perdita della missione Fobos-Grunt nel 2011, pianificata come test per il sistema di atterraggio, la Russia ha menzionato la sua incapacità di fornire il lander e il rover entro il tempo proposto, e l'India ha quindi deciso di sviluppare la missione lunare in modo indipendente.

## Lista delle missioni
A differenza delle precedenti, le nuove missioni Luna sono mirate ai poli lunari. A partire dal 2019, sono state annunciate le seguenti missioni:
| Missione                      | Data lancio    | Note                                                  | Vettore        |
| ----------------------------- | -------------- | ----------------------------------------------------- | -------------- |
| Luna 25 (Luna-Glob Lander)    | 11 agosto 2023 | Lander al polo sud                                    | Soyuz 2.1b     |
| Luna 26 (Luna-Resurs Orbiter) | 2027           | Orbiter lunare                                        | Soyuz 2.1b     |
| Luna 27 (Luna Resurs Lander)  | 2028           | Lander al polo sud                                    | Soyuz 2.1b     |
| Luna 28 (Luna Grunt)          | 2030           | Lander al polo sud e missione di ritorno del campione | Soyuz 2.1b     |
| Luna 29 (Luna-Resurs-PS)      | >2030          | Rover al polo sud e acquisizione campioni             | Angara A5/KVTK |
| Luna 30 (Luna-Orbita-1)       | anni 2030      |                                                       |                |
| Luna 31 (Luna-Orbita-2)       | anni 2030      |                                                       |                |